# Konrad z Plötzkau
Konrad z Plötzkau (ur. ok. 1108, zm. prawdopodobnie 10 stycznia 1133) – hrabia Plötzkau, od 1130 margrabia Marchii Północnej.

## Życiorys
Konrad był synem hrabiego Plötzkau Helpericha oraz Adeli z Beichlingen (pochodzącej z rodu hrabiów Northeimu, wnuczki księcia Bawarii Ottona II). Jego zmarły w 1118 ojciec przez krótki czas nosił tytuł margrabiego Marchii Północnej (był szwagrem Lotara Udona III z rodu hrabiów Stade, posiadających tę godność od połowy XI wieku). Konrad znany był z urody i cnót rycerskich. W 1130, gdy śmierć poniósł w zmaganiach z Albrechtem Niedźwiedziem Lotar Udo IV Konrad został margrabią Marchii Północnej. W 1132 wyruszył u boku króla Niemiec Lotara z Supplinburga do Italii. W trakcie tej wyprawy został raniony strzałą i zmarł.
Konrad był zaręczony lub ożenił się z nieznaną z imienia córką księcia Polski Bolesława Krzywoustego. Zmarł bezpotomnie. Marchia Północna po jego śmierci przypadła Albrechtowi Niedźwiedziowi.